# Anaeroplasmatales
Az Anaeroplasmatales rendbe a Mollicutes osztályba tartozó, anaerob életmódú baktériumok tartoznak. Egyik patogén fajuk az Erysipelothrix rhusiopathiae.